# Fortunata García de García
Fortunata García (San Miguel de Tucumán, Virreinato del Río de la Plata; 1802 –  San Miguel de Tucumán, Argentina; 1870), tucumana, esposa y madre de los gobernadores de provincias argentinas Domingo García y Próspero García, respectivamente.

## Biografía
Hija de antiguas familias de San Miguel de Tucumán. Se casó con el abogado Domingo García (en segundas nupcias de este), que fue gobernador intendente de Salta en tiempos de la guerra de la Independencia. Cuando la cabeza de Marco Manuel de Avellaneda, el 'mártir de Metán', fue expuesta en una pica en la hoy Plaza Independencia, en 1841, la tradición asegura que doña Fortunata robó una noche la cabeza, y la ocultó en el iglesia de San Francisco. Habría contado para ello con la complicidad del coronel Carballo, uno de los oficiales del ejército rosista. 
También la tradición le adjudica, en esos tiempos de luchas civiles, haber tragado papeles con mensajes de los unitario, para evitar que cayeran en manos del enemigo. 
Uno de sus hijos, el abogado Próspero García, fue gobernador de Tucumán. La casa de los García estaba ubicada frente a la plaza, al lado del Cabildo, en el sitio hoy ocupado por un ala de la Casa de Gobierno.
- Datos: Q5864212